# Wayland (Kentucky)
Wayland é uma cidade localizada no estado americano de Kentucky, no Condado de Floyd.

## Demografia
Segundo o censo americano de 2000, a sua população era de 298 habitantes.
Em 2006, foi estimada uma população de 293, um decréscimo de 5 (-1.7%).

## Geografia
De acordo com o United States Census Bureau tem uma área de
1,8 km², dos quais 1,8 km² cobertos por terra e 0,0 km² cobertos por água. Wayland localiza-se a aproximadamente 286 m acima do nível do mar.

## Localidades na vizinhança
O diagrama seguinte representa as localidades num raio de 20 km ao redor de Wayland.